# Костобе (городище, Туркестанская область)
Костобе (каз. Қостөбе) — два древних поселения Отрарского оазиса. Располагаются на территории современного Байдибекского района Туркестанской области Казахстана, приблизительно в 4,5 км к югу от села Кайнарбулак, на левом берегу реки Арысь. Входят в список памятников истории и культуры местного значения Туркестанской области.

## Описание
Археологический объект Костобе включает в себя городища Костобе Южное и Костобе Северное (они же Костобе-1 и Костобе-2). Оба поселения относятся к Отрарскому оазису и располагаются в центре микрооазиса, центром которого считается современное городище Кокмардан. Более подробные раскопки проводились на Костобе Южном.
Для строительства домов использовались кирпич-сырец и пахса, а крыши покрывались камышом.

### Костобе Южное
Южное городище представляет собой бугор с пологой с южной стороны площадкой. Диаметр бугра составляет 40 м, высота — около 10 м. Для городища характерна квартальная застройка. Раскопаны многокомнатные дома с числом внутренних помещений от трёх до пяти. Одно из помещений обязательно являлось жилым. В жилом помещении оборудовались напольный очаг и камин, а вдоль двух или трёх стен размещались лежанки — суфы.

### Костобе Северное
Северное городище имеет вид округлого в плане бугра диаметром 20 м и высотой 12 м, к которому примыкает небольшая площадка в форме треугольника. Раскопан жилой дом из двух комнат.

## Исследования
В рамках Южно-Казахстанской комплексной археологической экспедиции на Костобе проводятся многолетние стационарные исследования.
Казахстанский историк К. М. Байпаков датирует городища Костобе I веком до н. э. — VII веком н. э. В материалах Южно-Казахстанской комплексной археологической экспедиции отмечается, что городища Костобе связаны как с отрарско-каратауской культурой, так и с государством Кангюй. Однако в списке памятников истории и культуры местного значения Туркестанской области Костобе датируется X—XI веками.
Во время раскопок найдено множество черепков толстостенных хумов, а также каменные орудия труда. Среди менее тривиальных находок на южном Костобе — черепок сосуда с орнаментом в виде городской стены со ступенчатыми зубцами, фрагмент кувшина с изображением фигур животных, глиняный амулет с тамгообразным знаком.